# Preone
Preone (Preon in friulano) è un comune italiano di 242 abitanti del Friuli-Venezia Giulia.

## Geografia fisica
Il paese si trova a 460 m s.l.m. nell'Alta Val Tagliamento, nella regione alpina della Carnia, a ridosso della catena Valcalda-Verzegnis delle Prealpi carniche orientali a sud. È il primo comune che si incontra (seguendo il corso del fiume) sulla sponda destra del Tagliamento.

## Storia
I ritrovamenti di ossa umane e armi danno forza alla tesi che Preone sorga su quella che potrebbe essere stato un luogo di osservazione.
L'ente comunale fu soppresso nel 1928 per essere aggregato al comune di Enemonzo, fu poi ricostituito come comune autonomo nel 1946.
Si ritiene che a Preone abbia avuto origine il cognome Lupieri dalla trasformazione  di una frase in friulano come "'l frut de lu Pieri" che significa "Il figlio di Piero" in "'l frut de Lupieri" dove l'articolo si è riunito al nome andando a costituire un nuovo cognome. Tutto ciò avveniva alla fine del secolo XVI e il cognome si è poi diffuso in tutte le valli della Carnia e successivamente nel resto del Friuli.

## Monumenti e luoghi d'interesse
- Museo Paleontologico e sentiero naturalistico

L'esposizione naturalistica "Preone 200 milioni di anni fa" è ospitata presso il settecentesco Palazzo Lupieri edificato dall'omonima famiglia in stile carnico. Si ritiene che detta famiglia avesse acquistato benemerenze e disponibilità con il commercio dei tronchi di faggio, usati dalla Serenissima per i remi delle galee. L'esposizione museale è integrata dal sentiero naturalistico autoguidato Lunas e da un laboratorio didattico. Fa parte del sistema museale della Carnia.
- Zona paleontologica del torrente Seazza

Zona di importantissimi ritrovamenti fossiliferi (gamberi, pesci, piante, piccoli rettili), fra i quali uno dei più antichi Pterosauri mai rinvenuti (il Preondactylus).
- Chiesa parrocchiale di San Giorgio
- Cascate del torrente Arzino
- Fortificazioni militari - Diverse postazioni militari del Vallo Alpino. L’Opera 1 sbarramento n.° 50 del Vallo Alpino del Littorio fu collocata nella confluenza tra il fiume Tagliamento ed il torrente Lumiei negli anni ’40, per controllare la penetrazione di potenziali invasori[9]

- Val di Preone

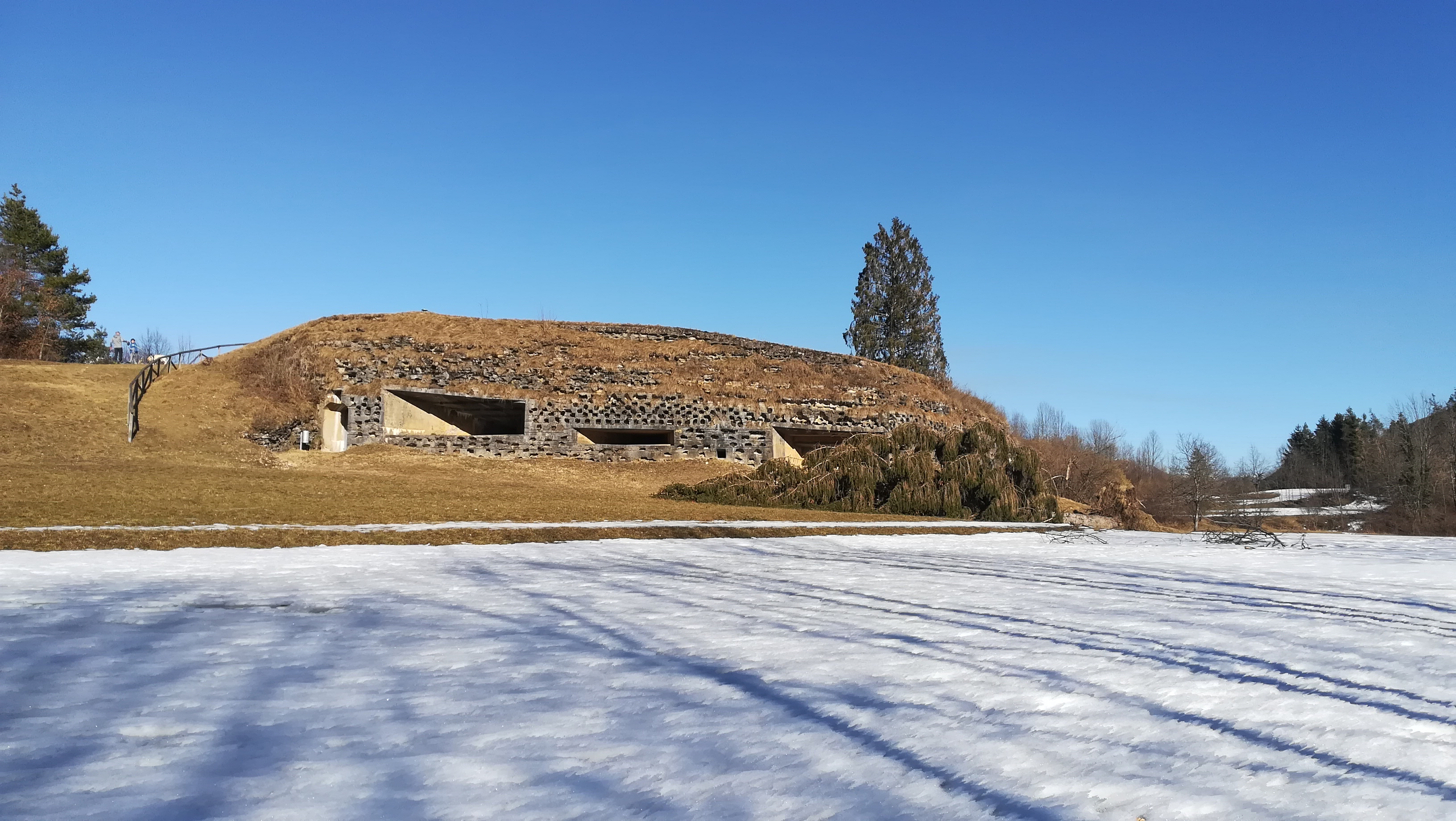
Lo sbarramento numero 1

Valle disabitata ubicata nelle immediate circostanze del paese, caratterizzata da una immensa distesa verde che, specialmente in estate, attira una discreta quantità di turisti da tutta Italia fino alla Sella Chiampon.

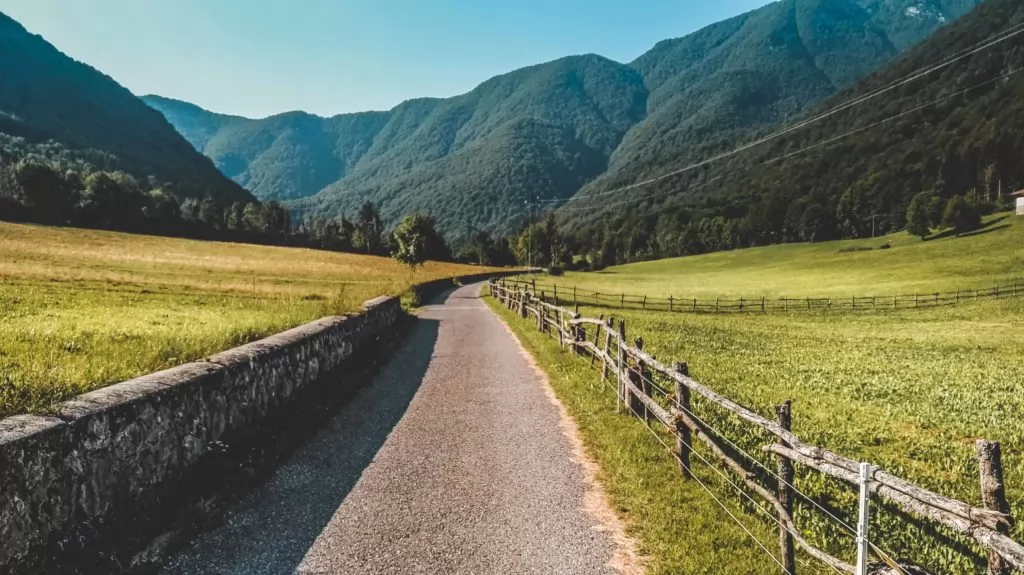
Vista della val di Preone

## Società

### Evoluzione demografica
Abitanti censiti

### Lingue e dialetti
A Preone, accanto alla lingua italiana, la popolazione utilizza la lingua friulana. Ai sensi della Deliberazione n. 2680 del 3 agosto 2001 della Giunta della Regione autonoma Friuli-Venezia Giulia, il Comune è inserito nell'ambito territoriale di tutela della lingua friulana ai fini della applicazione della legge 482/99, della legge regionale 15/96 e della legge regionale 29/2007.
La lingua friulana che si parla a Preone rientra fra le varianti appartenenti al friulano carnico.

## Galleria d'immagini

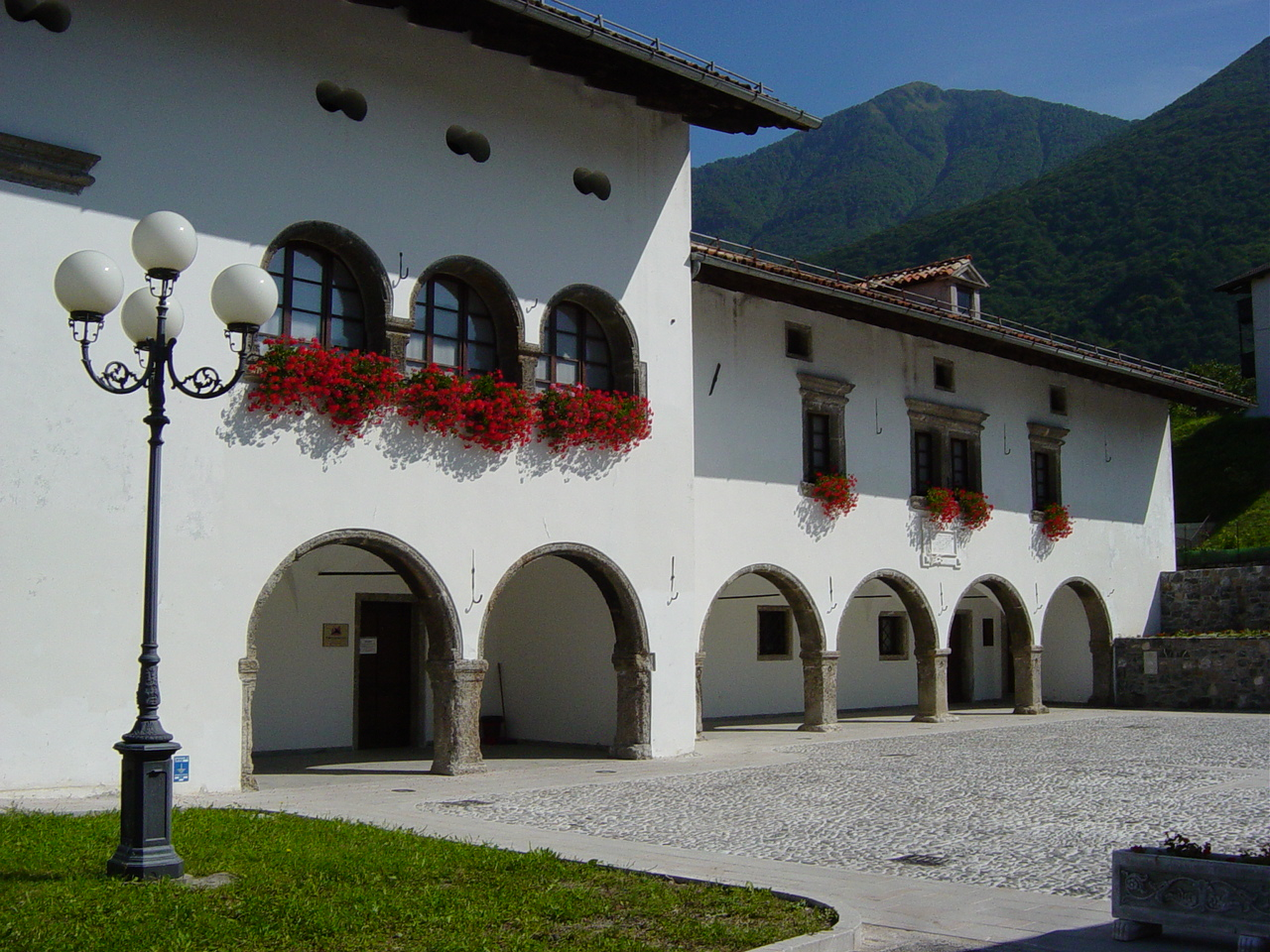
Palazzo Lupieri sede del Museo Paleontologico
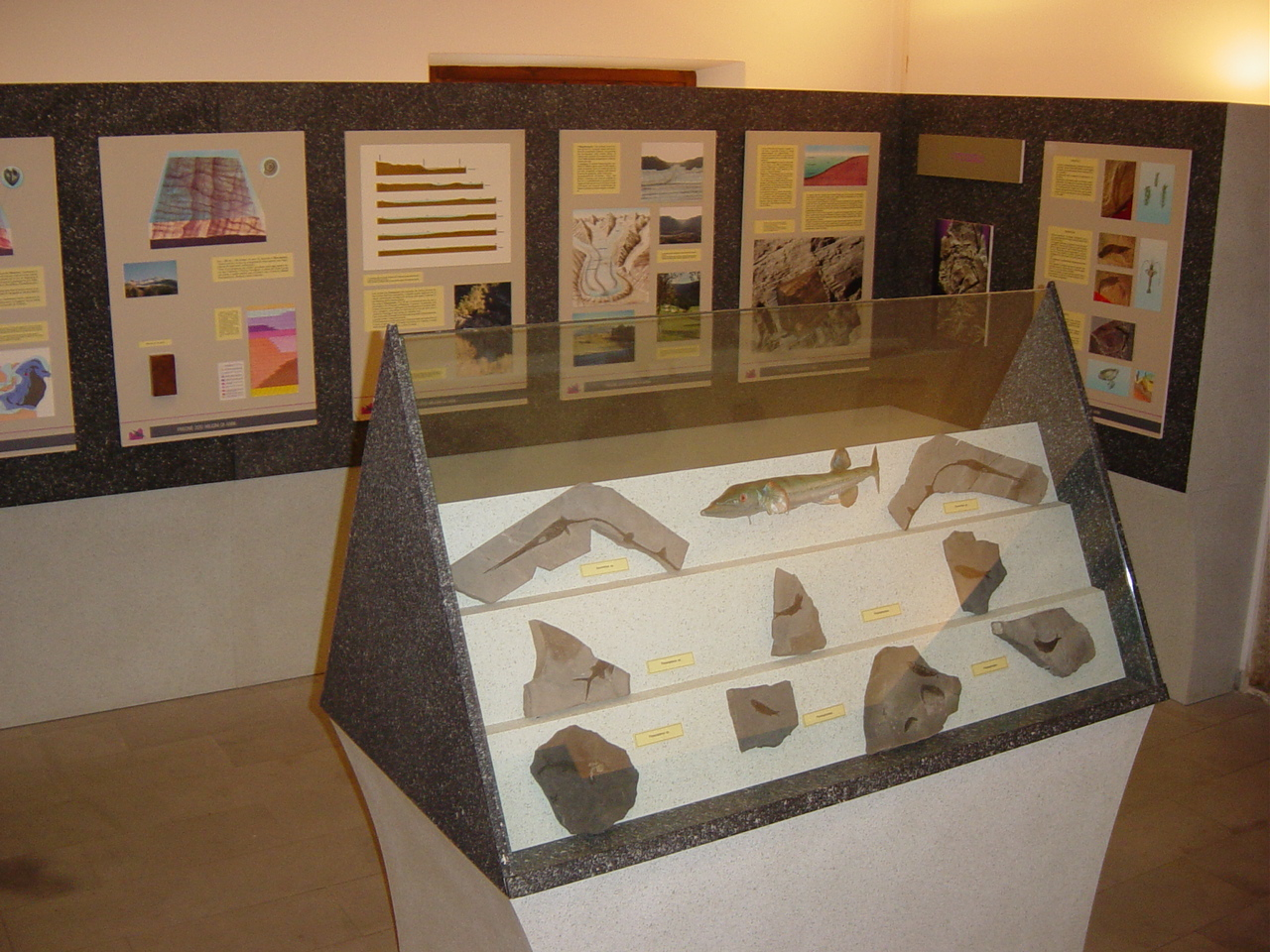
Una sala del Museo Paleontologico
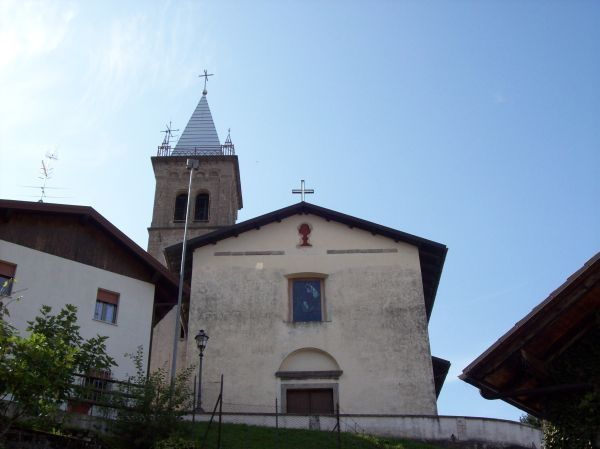
Chiesa di San Giorgio
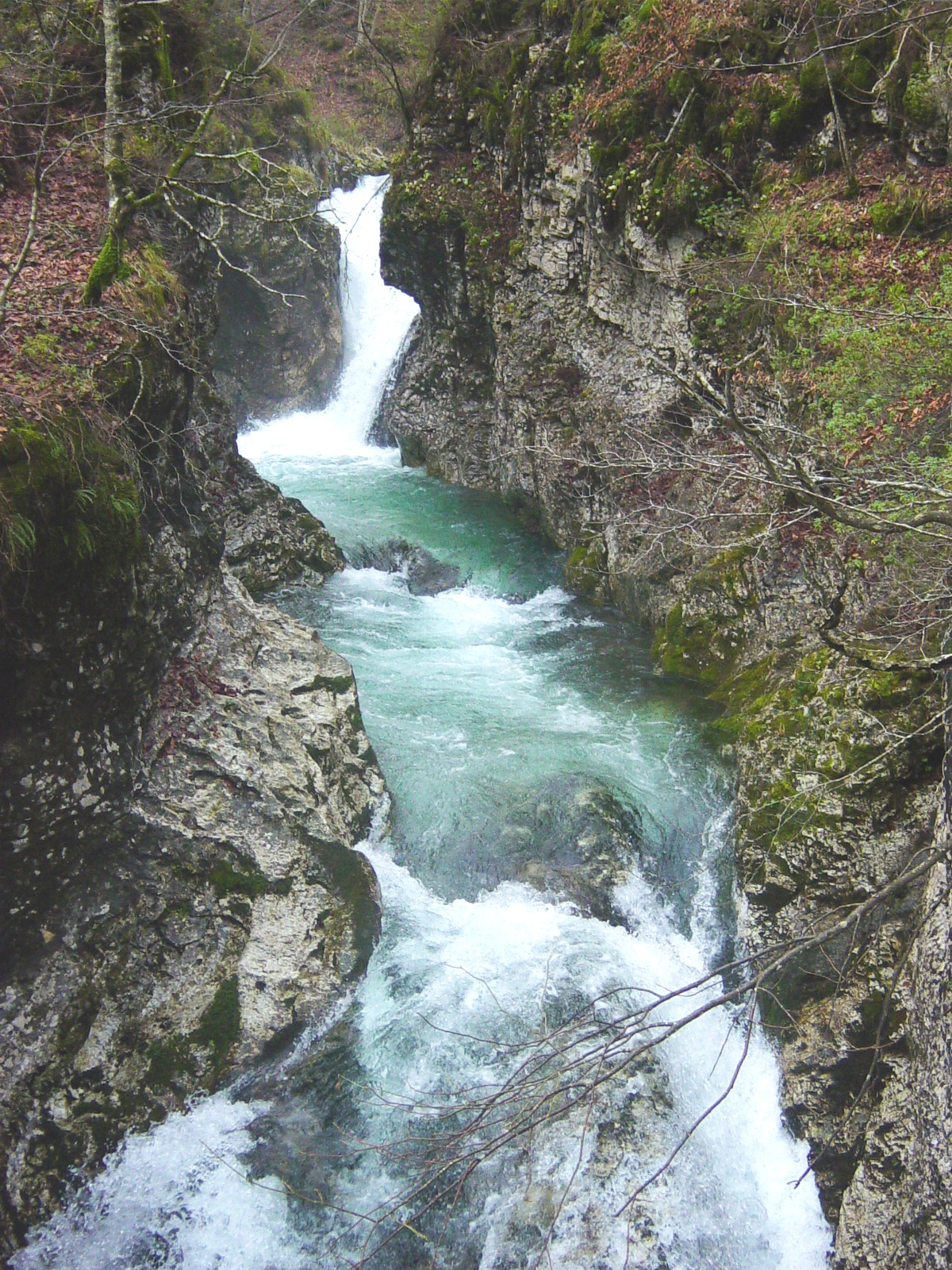
Cascate dell'Arzino